# Babka płowa
Babka płowa (Lebetus scorpioides) – gatunek ryby z rodziny babkowatych (Gobiidae).

## Występowanie
Północno-wschodni Atlantyk od południowo-zachodniej Islandii, Wysp Owczych, i Hemnefjord w Norwegii po północną część Zatoki Biskajskiej.
Żyje nad twardym dnem, szczególnie wśród koralowców, na głębokości 30–375 m.

## Cechy morfologiczne
Osiąga 4 cm długości. W płetwach grzbietowych 9–10 miękkich promieni, w płetwie odbytowej 7–8 miękkich promieni. Przyssawka bez przedniej błony.

## Odżywianie
Żywi się niewielkimi skorupiakami (dziesięcionogi, obunogi), wieloszczetami i małżami.

## Rozród
Dojrzewa płciowo w 1–2 roku życia. Trze się od II do X.